# Erwin Schwab
| Odkryte planetoidy: 99  | Odkryte planetoidy: 99 |
| ----------------------- | ---------------------- |
| (192220) Oicles         | 14 września 2007       |
| (204852) Frankfurt      | 15 września 2007       |
| (204873) FAIR           | 17 września 2007       |
| (207687) Senckenberg    | 12 września 2007       |
| (207901) Tzecmaun       | 28 października 2008   |
| (216390) Binnig         | 14 lutego 2008         |
| (216433) Milianleo      | 19 lutego 2009         |
| (221917) Opites         | 26 września 2008       |
| (224831) Neeffisis      | 27 listopada 2006      |
| (241418) Darmstadt      | 31 października 2008   |
| (243109) Hansludwig     | 12 września 2007       |
| (243440) Colonia        | 17 marca 2009          |
| (243536) Mannheim       | 15 marca 2010          |
| (256813) Marburg        | 11 lutego 2008         |
| (263391) 2008 DA        | 16 lutego 2008         |
| (263932) Speyer         | 22 kwietnia 2009       |
| (264020) Stuttgart      | 17 sierpnia 2009       |
| (274020) Skywalker      | 12 września 2007       |
| (274835) Aachen         | 22 sierpnia 2009       |
| (278141) Tatooine       | 15 lutego 2007         |
| (278417) 2007 RR146     | 14 września 2007       |
| (279037) 2008 VU13      | 8 listopada 2008       |
| (281140) Trier          | 16 lutego 2007         |
| (281661) 2008 VW13      | 8 listopada 2008       |
| (283117) 2008 VU        | 1 listopada 2008       |
| (283142) Weena          | 29 grudnia 2008        |
| (284941) 2010 EB21      | 9 marca 2010           |
| (295476) 2008 QN23      | 29 sierpnia 2008       |
| (295565) Hannover       | 27 września 2008       |
| (295987) 2008 YA66      | 29 grudnia 2008        |
| (296362) 2009 FU25      | 21 marca 2009          |
| (296530) 2009 OV9       | 28 lipca 2009          |
| (301061) Egelsbach      | 28 października 2008   |
| (301394) Bensheim       | 23 lutego 2009         |
| (301625) 2010 EC21      | 9 marca 2010           |
| (309274) 2007 RB133     | 15 września 2007       |
| (309911) 2009 FG2       | 17 marca 2009          |
| (312558) 2009 GC        | 2 kwietnia 2009        |
| (315251) 2007 SJ11      | 16 września 2007       |
| (316042) Tilofranz      | 19 kwietnia 2009       |
| (325557) 2009 SK101     | 22 września 2009       |
| (325558) Guyane         | 24 września 2009       |
| (328477) Eckstein       | 21 kwietnia 2009       |
| (332633) 2008 UK4       | 24 października 2008   |
| (336698) Melbourne      | 5 lutego 2010          |
| (342277) 2008 TE10      | 8 października 2008    |
| (343000) Ijontichy      | 29 stycznia 2009       |
| (343138) 2009 FG32      | 28 marca 2009          |
| (343323) 2010 CP1       | 8 lutego 2010          |
| (343444) Halluzinelle   | 7 marca 2010           |
| (343981) 2011 LA27      | 7 marca 2010           |
| (346865) 2009 FJ3       | 17 marca 2009          |
| (347020) 2010 EV20      | 7 marca 2010           |
| (352162) 2007 RV15      | 12 września 2007       |
| (352705) 2008 SC152     | 28 września 2008       |
| (352945) 2009 BL10      | 21 stycznia 2009       |
| (356104) 2009 FC4       | 18 marca 2009          |
| (365243) 2009 MV7       | 25 czerwca 2009        |
| (367436) Siena          | 27 września 2008       |
| (369134) 2008 RG79      | 8 września 2008        |
| (369297) 2009 SW20      | 23 września 2009       |
| (371868) 2008 CQ21      | 7 lutego 2008          |
| (375156) 2008 CZ116     | 11 lutego 2008         |
| (375668) 2009 FW1       | 17 marca 2009          |
| (376084) Annettepeter   | 3 listopada 2010       |
| (378214) Sauron         | 14 stycznia 2007       |
| (378791) 2008 SQ84      | 27 września 2008       |
| (378917) Stefankarge    | 28 października 2008   |
| (379155) Volkerheinrich | 18 sierpnia 2009       |
| (384539) 2010 EA21      | 9 marca 2010           |
| (389280) 2009 HQ46      | 20 kwietnia 2009       |
| (389293) Hasubick       | 19 maja 2009           |
| (400775) 2010 EK21      | 9 marca 2010           |
| (410193) 2007 RG133     | 15 września 2007       |
| (410965) 2009 TG4       | 13 października 2009   |
| (414309) 2008 RF79      | 8 września 2008        |
| (414444) 2009 FC2       | 17 marca 2009          |
| (418444) 2008 QM23      | 29 sierpnia 2008       |
| (418532) Saruman        | 27 września 2008       |
| (435797) 2008 VM4       | 4 listopada 2008       |
| (450981) 2008 SM84      | 27 września 2008       |
| (457752) 2009 HK68      | 27 kwietnia 2009       |
| (458063) Gustavomuler   | 21 grudnia 2009        |
| (462765) 2010 EN12      | 8 marca 2010           |
| (484791) 2009 DS        | 18 lutego 2009         |
| (485065) 2010 EH21      | 9 marca 2010           |
| (494998) 2010 JR31      | 5 maja 2010            |
| (530100) 2010 XR51      | 9 grudnia 2010         |
| (547164) 2010 EO12      | 8 marca 2010           |
| (574201) 2010 EY11      | 4 marca 2010           |
| (588450) 2008 CJ177     | 14 lutego 2008         |
| (589808) 2010 TH166     | 13 października 2010   |
| (590190) 2011 SN234     | 30 września 2011       |
| (591420) 2013 RA8       | 14 stycznia 2011       |
| (591421) 2013 RU8       | 3 stycznia 2011        |
| (596033) 2004 TA375     | 23 października 2011   |
| (598853) 2009 FE2       | 17 marca 2009          |
| (599010) 2009 QU1       | 17 sierpnia 2009       |
| (614137) 2008 TH10      | 8 października 2008    |
| 1. 2. 3.                |                        |

Erwin Schwab (ur. 1964 w Heppenheim) – niemiecki astronom amator. Pracuje w Instytucie Badań Ciężkich Jonów w Darmstadt (GSI).

## Życiorys
Już w wieku 17 lat rozpoczął obserwacje planetoid w Obserwatorium Starkenburg znajdującym się w jego rodzinnym mieście. Później prowadził także obserwacje w Obserwatorium Taunus koło Frankfurtu oraz za pomocą należących do Fundacji Tzec Maun obsługiwanych zdalnie przez Internet teleskopów w USA i Australii (w Obserwatorium Siding Spring). W latach 2006–2011 odkrył 99 planetoid, z czego 38 samodzielnie, a 61 wspólnie z innymi astronomami.
W uznaniu jego pracy jedną z planetoid nazwano (185638) Erwinschwab.